# HK Guldkroken
HK Guldkroken är en svensk handbollsklubb från Hjo, bildad den 8 mars 1980 genom en utbrytning från IFK Hjo. IFK Hjos handbollssektion bildades 1969 när Guldkrokshallen var färdigställd. Säsongen 2018/2019 hade klubben 120 betalande medlemmar.
Genom åren har klubben producerat flera handbollsprofiler, som exempelvis Edwin Aspenbäck, Andreas Cederholm, Johan Elf, Erik Fritzon och Fredrik Lindahl.